# Сюпрем (соус)
Соус сюпрем (фр. Sauce suprême) — классический и популярный «дочерний соус» французской кухни. Он состоит из «материнского соуса» велуте, загущенного сливками и процеженного. Чаще всего используется для птицы, но также соус подают к телятине и яичным блюдам. 

## Рецепты
Согласно «Larousse Gastronomique», основополагающему труду о французской высокой кухне, впервые опубликованному в 1938 году, соус «сюпрем» изготавливается из исходного соуса велуте (белый бульон, загущенный белым ру  — в случае соуса сюпрем предпочтительно используют куриный бульон), выпаренный с густыми сливками или крем-фреш, а затем процеженный через мелкое сито.
Обычно добавляют небольшое количество лимонного сока. Во многих случаях повара также предпочитают добавлять в блюдо мелко нарезанные и слегка обжаренные грибы, хотя это не было специально упомянуто в Larousse Gastronomique или Огюстом Эскофье.
Эскофье определяет соус сюпрем как соус велуте из курицы, взбитый до состояния крема. Его рецепт: соус велюте, белый куриный бульон, грибной отвар, сливки, сливочное масло .
Можно приготовить аналогичный соус, взяв соус бешамель (классический материнский соус, приготовленный из масла, муки и молока) с бульоном из птицы (пулярки) (фактически, это сокращенный вариант приготовления велуте, из соуса ру и бульона) и сливочным маслом.
Также в рецепт могут входить яйца .
В «The Cook's Decameron» (1901) Эмили Уотерс предлагается следующий рецепт: соус готовят, помещая три четверти пинты (350 мл) белого соуса в кастрюлю и, когда он почти закипает, добавляют полстакана (120 мл) концентрированного куриного бульона. Затем его следует уваривать до тех пор, пока соус не станет достаточно густым, пропустить его через сито на водяной бане и добавить две столовые ложки (30 мл) сливок.